# تیپ ۶۸ نیروی ویژه (بلغارستان)
تیپ ۶۸ نیروی ویژه بلغارستان (انگلیسی: 68th Special Forces Brigade) تیپ نیروهای ویژه و هوابرد نیروهای زمینی بلغارستان است، که در سال ۱۹۴۲ تأسیس شد. ستاد فرماندهی و پادگان تیپ ۶۸ بلغارستان در شهر پلوودیف قرار دارد.
تیپ ۶۸ نیروی ویژه نام قدیمی شاخه جنگ‌های نامتعارف نیروهای مسلح بلغارستان بود. این شاخه از اول فوریه ۲۰۱۷، تحت فرماندهی مستقیم رئیس دفاع، فعالیت می‌کند. پیش از آن، این تیپ در ساختار نیروی زمینی بلغارستان قرار داشت. این یکی از دو یگان عملیات ویژه نظامی بلغارستان بود که دومین واحد یگان شناسایی ویژه نیروی دریایی، یک واحد تکاور دریایی رزمی بود که در ساختار نیروی دریایی بلغارستان حفظ شد. ستاد مرکزی این تیپ در پلوودیف قرار دارد.